# 臺灣關界碑
臺灣關界碑是一群位於臺灣屏東縣恆春鎮所設立，作為鵝鑾鼻燈塔之地界標示所使用的界碑，被認為是鵝鑾鼻燈塔設施群以及清代臺灣海關管轄燈塔的重要史物，至今四座界碑均已尋獲。

## 沿革
清領時期，隨著1852年《天津條約》和《北京條約》規定臺灣開放淡水及安平港、打狗港為通商口岸，然而，由於鵝鑾鼻附近的巴士海峽外海有七星岩暗礁，過去常有不熟悉附近水域的船隻因在該海域觸礁沈沒。
1867年，美國商船羅妹號從汕頭開往牛莊途中，在暴風雨中迷失方向，漂至七星岩附近觸礁沈沒。船長夫婦和船員游泳登岸後，除一大清帝國水手逃至打狗外，其他人均被龜仔甪社（社頂）的原住民俘虜殺害，被稱為羅發號事件。另外，1871年時琉球人也在南岬一帶遇難，被稱為八瑤灣事件，還因此引發1874年日軍攻台的牡丹社事件。美國和日本政府因此皆要求清朝在鵝鑾鼻設燈塔。
依據1894年纂修《恒春縣志》卷二〈建署〉所載，鵝鑾鼻燈塔於1881年開始建造，並於1882年2月竣工。燈塔周圍長達750丈，其土地面積自東面山腳至西南沿海。因地勢開闊，東至西方向直徑為260丈，使原始鵝鑾鼻燈塔使用土地呈現不規則四邊形。
當時發琅嶠番人小記琢墾用工洋100元管至沙灣一帶。為標示地界，故於鵝鑾鼻燈塔周圍豎立了四座石碑，此時期臺灣建材運用更加依賴石質材料，進而延伸地界碑在土地上的運用。
因此，臺灣關界碑的存在證明了《恆春縣志》所載的清代臺灣海關興建燈塔的史事紀錄，並提供了該區域在地理空間、土地所有權範圍、以及原住民族瑯嶠十八社（Paliljau）的土地買賣和界碑立置等歷史資訊。
进入20世紀后，界碑因長期荒廢而下落不明，並自21世紀根據《恆春縣志》記載方志相互佐證，陸續由交通部航港局及文史工作者發現界碑。
2017年，文化部文化資產局首次將當時已發現的兩座臺灣關界碑指定為重要古物。後因發現第三塊關界碑，在2018年召開古物審議會議後，決定將三塊界碑一起指定為重要古物，創下文化資產少見的「作廢再重新指定」的案例。

## 界碑
臺灣關界碑最初共立四座，這些界碑採用來自福建省的花崗岩作為材質，碑文刻有「臺灣關界」四字，但碑身背面沒有任何銘文。

### 東北角碑
東北角碑於2016年5月17日由燈塔主任彭念陸及文史工作者念吉成發現，位於燈塔東北方約50公尺處，經念吉成會勘，確定是屬「臺灣關界」石碑。隨後，該石碑移置至鵝鑾鼻燈塔內進行展示和保存，石塊狀態極佳。立面高114公分、寬26.8公分；側面寬12公分。

### 西南角碑
西南角碑於2017年發現，位於燈塔西南方約500公尺處，目前仍然留在原地，但碑體已被青苔浸蝕，四角也有剝損的情況。立面高60公分、寬26公分；側面寬12.5公分。

### 西北角碑
西北角碑在2018年被發現，位於燈塔西北方，目前仍然留在原地，界碑的完整程度維持得相當好。立面高63公分、寬27.5公分；側面寬13.5公分

### 東南角碑
東南角碑於2023年4月21日被居民發現藏身東南方位的荒煙漫草中，該立面107公分、寬26公分、厚9.5公分。

## 另見
- 龜仔律社
- 鵝鑾鼻神社